# Kabinett Lasso

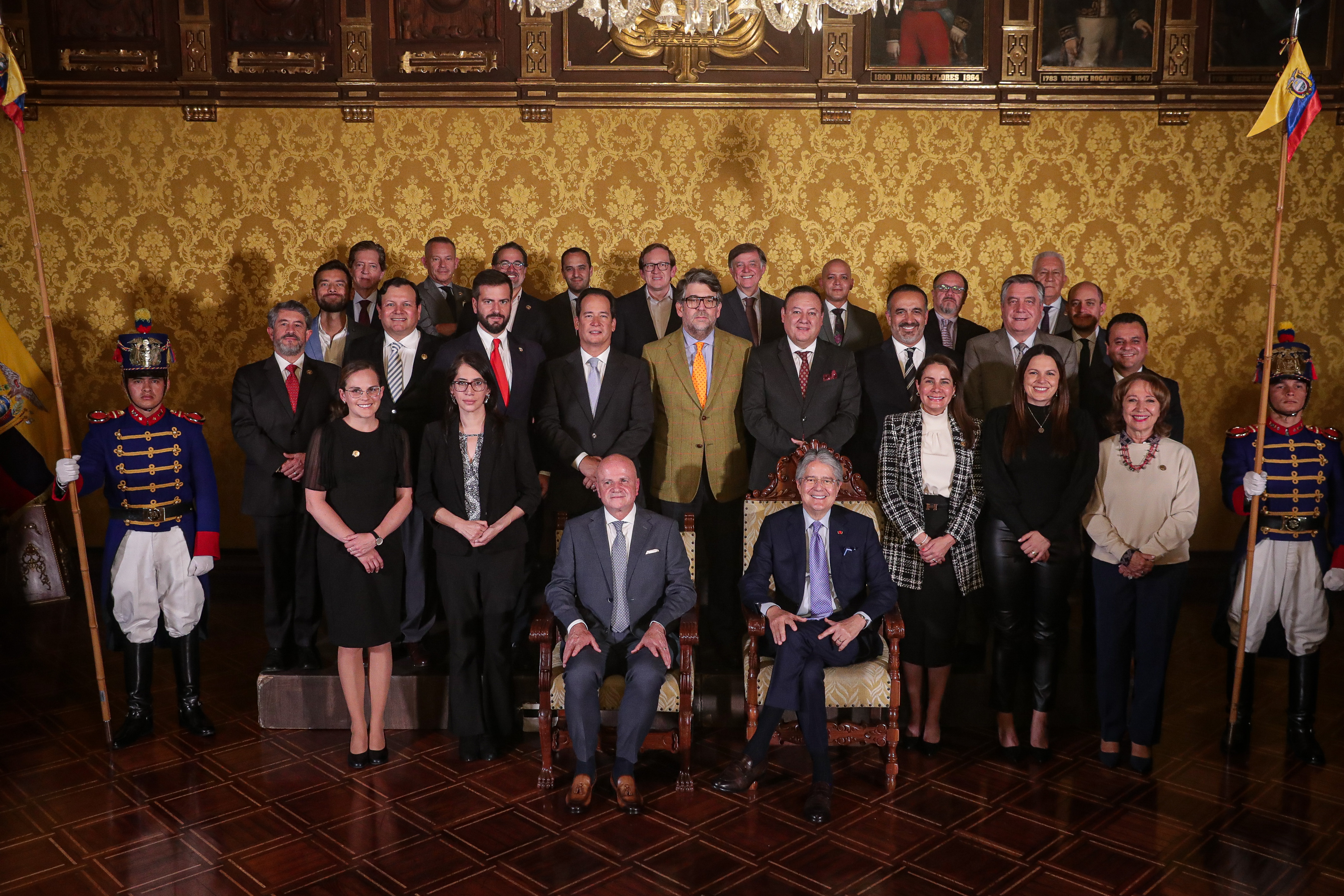
Gruppenbild des Kabinett

Das Kabinett Lasso bildete vom 24. Mai 2021 bis zum 23. November 2023 die Regierung von Ecuador. Anschließend wurde es vom Kabinett Noboa abgelöst.

## Regierungsmitglieder
| Amt                                                               | Amtsinhaber | Amtsinhaber                        | Amtszeit                           | Partei                |
| ----------------------------------------------------------------- | ----------- | ---------------------------------- | ---------------------------------- | --------------------- |
| Präsident                                                         |             | Guillermo Lasso                    | seit 24. Mai 2021                  | Movimiento CREO       |
| Vizepräsident                                                     |             | Alfredo Borrero                    | seit 24. Mai 2021                  | Parteilos             |
| Minister/in für Landwirtschaft und Viehzucht                      |             | Tanlly Vera                        | 24. Mai 2021 – 15. September 2021  | Movimiento CREO       |
| Minister/in für Landwirtschaft und Viehzucht                      |             | Pedro Álava González               | 15. September 2021 – 4. Mai 2022   | Parteilos             |
| Minister/in für Landwirtschaft und Viehzucht                      |             | Bernardo Manzano                   | 4. Mai 2022 – 19. Februar 2023     | Parteilos             |
| Minister/in für Landwirtschaft und Viehzucht                      |             | Eduardo Izaguirre                  | seit 19. Februar 2023              | Parteilos             |
| Minister für Umwelt, Wasser und ökologischen Wandel               |             | Gustavo Manrique                   | 24. Mai 2021 – 2. April 2023       | Parteilos             |
| Minister für Umwelt, Wasser und ökologischen Wandel               |             | José Antonio Dávalos Hernández     | seit 2. April 2023                 | Parteilos             |
| Ministerin für Kultur und Erbe                                    |             | María Elena Machuca Merino         | seit 24. Mai 2021                  | Parteilos             |
| Minister für Nationale Verteidigung                               |             | Fernando Donoso Morán              | 24. Mai 2021 – 18. Oktober 2021    | Militär               |
| Minister für Nationale Verteidigung                               |             | Luis Bolívar Hernández Peñaherrera | 18. Oktober 2021 – 26. April 2022  | Militär               |
| Minister für Nationale Verteidigung                               |             | Luis Lara Jaramillo                | seit 26. April 2022                | Militär               |
| Minister für Sport                                                |             | Sebastián Palacios Muñoz           | seit 24. Mai 2021                  | Partido SUMA          |
| Minister/in für Stadtentwicklung und Wohnungsbau                  |             | Darío Herrera Falcones             | 24. Mai 2021 – 5. Juli 2022        | Parteilos             |
| Minister/in für Stadtentwicklung und Wohnungsbau                  |             | María Gabriela Aguilera Jaramillo  | seit 5. Juli 2022                  | Parteilos             |
| Minister für Wirtschaft und Finanzen                              |             | Simón Cueva Armijos                | 24. Mai 2021 – 5. Juli 2022        | Parteilos             |
| Minister für Wirtschaft und Finanzen                              |             | Pablo Arosemena Marriott           | seit 5. Juli 2022                  | Movimiento CREO       |
| Bildungsministerin                                                |             | María Brown Pérez                  | seit 24. Mai 2021                  | Parteilos             |
| Minister/in für die Regierung                                     |             | César Monge                        | 24. Mai 2021 – 14. Juli 2021       | Movimiento CREO       |
| Minister/in für die Regierung                                     |             | Alexandra Vela                     | 14. Juli 2021 – 30. März 2022      | Democracia Popular    |
| Minister/in für die Regierung                                     |             | Francisco Jiménez Sánchez          | 30. März 2022 – 9. Februar 2023    | Movimiento CREO       |
| Minister/in für die Regierung                                     |             | Henry Cucalón                      | seit 9. Februar 2023               | Parteilos             |
| Innenminister                                                     |             | Patricio Carrillo Rosero           | 30. März 2022 – 26. September 2022 | Movimiento Construye  |
| Innenminister                                                     |             | Juan Zapata Silva                  | seit 26. September 2022            | Izquierda Democrática |
| Minister/in für wirtschaftliche und soziale Integration           |             | Mae Montaño                        | 24. Mai 2021 – 15. September 2021  | Parteilos             |
| Minister/in für wirtschaftliche und soziale Integration           |             | Esteban Bernal Bernal              | seit 15. September 2021            | Movimiento CREO       |
| Minister für Energie und Bergbau                                  |             | Juan Carlos Bermeo Calderón        | 2. Juni 2021 – 28. April 2022      | Parteilos             |
| Minister für Energie und Bergbau                                  |             | Xavier Vera Grunauer               | 28. April 2022 – 28. Oktober 2022  | Parteilos             |
| Minister für Energie und Bergbau                                  |             | Fernando Santos Alvite             | seit 31. Oktober 2022              | Parteilos             |
| Ministerin für Frauen und Menschenrechte                          |             | Bernarda Ordóñez Moscoso           | 24. Mai 2021 – 5. Mai 2022         | Movimiento CREO       |
| Ministerin für Frauen und Menschenrechte                          |             | Paola Flores Jaramillo             | seit 5. Mai 2022                   | Parteilos             |
| Minister für Produktion, Außenhandel, Investitionen und Fischerei |             | Julio José Prado                   | 24. Mai 2021 – 3. Juli 2023        | Parteilos             |
| Minister für Produktion, Außenhandel, Investitionen und Fischerei |             | Daniel Legarda Touma               | seit 3. Juli 2023                  | Parteilos             |
| Minister für auswärtige Angelegenheiten                           |             | Mauricio Montalvo Samaniego        | 24. Mai 2021 – 3. Januar 2022      | Parteilos             |
| Minister für auswärtige Angelegenheiten                           |             | Juan Carlos Holguín                | 3. Januar 2022 – 2. April 2023     | Movimiento CREO       |
| Minister für auswärtige Angelegenheiten                           |             | Gustavo Manrique                   | seit 2. April 2023                 | Parteilos             |
| Gesundheitsminister/in                                            |             | Ximena Garzón Villalba             | 24. Mai 2021 – 7. Juli 2022        | Parteilos             |
| Gesundheitsminister/in                                            |             | José Leonardo Ruales Estupiñan     | seit 7. Juli 2022                  | Parteilos             |
| Arbeitsminister                                                   |             | Patricio Donoso                    | seit 24. Mai 2021                  | Movimiento CREO       |
| Minister für Verkehr und öffentliche Arbeiten                     |             | Marcelo Cabrera                    | 24. Mai 2021 – 5. Juli 2022        | Igualdad              |
| Minister für Verkehr und öffentliche Arbeiten                     |             | Darío Herrera Falcones             | 5. Juli 2022 – 24. Mai 2023        | Parteilos             |
| Minister für Verkehr und öffentliche Arbeiten                     |             | César Rohon                        | seit 24. Mai 2023                  | Parteilos             |
| Ministerin für Telekommunikation und Informationsgesellschaft     |             | Vianna Maino Isaías                | seit 24. Mai 2021                  | Parteilos             |
| Minister für Tourismus                                            |             | Niels Olsen Peet                   | seit 24. Mai 2021                  | Parteilos             |